# Tydavnet
Tydavnet (Iers: Tigh Damhnata) is een dorp in het noorden van Ierland in het graafschap Monaghan. De plaats ligt in het noorden van het land dicht bij de grens met Noord-Ierland.
De plaatsnaam is afkomstig van St. Dimpna, een heilige uit de zesde eeuw, die naar verluidt de kerk in het dorp zou hebben opgericht.

## Stedenband
- Geel (België), sinds 1992